# Dimitri Gutas
Dimitri Gutas, griechisch Δημήτρης Γούτας (* 1. April 1945) ist ein US-amerikanischer Arabist und Gräzist griechischer Herkunft.
Gutas studierte Klassische Philologie, Religionsgeschichte, Arabistik und Islamwissenschaften an der Yale University, an der er im Jahr 1974 zum Ph.D. promoviert wurde. Von 1985 bis 1989 war er an der Universität Kreta in Rethymno Professor für Arabistik und Islamwissenschaft, seither ist er Professor für Arabistik und arabische Rezeption griechischer Texte im Department of Near Eastern Languages and Civilizations der Yale University, USA.
Von 2016 bis 2021 war Gutas Einstein Visiting Fellow an der Freien Universität Berlin.
Seine Hauptarbeitsgebiete sind das klassische Arabisch und die intellektuelle Tradition des Mittelalters in der islamischen Kultur, insbesondere Avicenna, sowie die Graeco-Arabica, das heißt die Rezeption und Überlieferung griechischer Werke zur Medizin, Naturwissenschaft und Philosophie in der arabisch-islamischen Welt (vor allem vom 8. bis zum 10. Jh. in Bagdad). Auf diesem Spezialgebiet gilt er als einer der führenden Experten und ist am Editionsprojekt von William W. Fortenbaugh und Robert W. Sharples zu dem altgriechischen Philosophen Theophrast beteiligt und zusammen mit Gerhard Endress Herausgeber des Greek and Arabic Lexicon. Derzeit arbeitet Gutas an einem Buch zu Übersetzungsleistungen zwischen dem Griechischen, Syrischen, Arabischen, Hebräischen und Lateinischen vom Hellenismus bis zur Renaissance.
Gutas ist Mitglied des wissenschaftlichen Beirats zahlreicher Zeitschriften, darunter der führenden Zeitschrift Arabic Sciences and Philosophy (Cambridge University Press), sowie Mitherausgeber und Beiträger der Neubearbeitung des Ueberweg, einer umfassenden Geschichte der Philosophie, die nun auch vier Bände zur arabischen Philosophie umfassen wird.

## Schriften (Auswahl)
Monographien
- Greek Wisdom Literature in Arabic Translation. A Study of the Graeco-Arabic Gnomologia (New Haven 1975). – Rez. von John Glucker, in: The Classical Review (New Series) 29, 1979, S. 167–168, online
- Avicenna and the Aristotelian Tradition. Introduction to Reading Avicenna’s Philosophical Works.[2] Brill, Leiden / Boston 1988 (= Islamic Philosophy and Theology. Text and Studie. Band 4), ISBN 90-04-08500-9; 2., überarbeitete und erweiterte Auflage mit einem Inventory of Avicenna’s Authentic Works. ebenda 2014.
- Greek Thought, Arabic Culture. The Graeco-Arabic Translation Movement in Baghdad and Early 'Abbasid Society (2nd–4th / 8th–10th centuries) (London and New York 1998) (in sieben Sprachen übersetzt, jedoch noch nicht ins Deutsche), Google Bücher
- Greek Philosophers in the Arabic Tradition (Aldershot, Hampshire 2000)

Editionen
- Theophrastus of Eresus. Sources for his Life, Writings, Thought & Influence, 2 volumes edited by William W. Fortenbaugh, P.M. Huby, Robert W. Sharples, and D. Gutas (Leiden 1992)
- Theophrastus, On First Principles (transmitted as his Metaphysics). Greek Text and Medieval Arabic Translation, edited and translated, with an Excursus on Graeco-Arabic Editorial Technique, Leiden 2009.
- mit Leonardo Tarán: Aristotle, Poetics. Editio Maior of the Greek Text With Historical Introductions and Philological Commentaries (= Mnemosyne Supplement. Band 338). Brill, Leiden u. a. 2012.

Lexikon
- (mit Gerhard Endress): A Greek and Arabic Lexicon (GALex): Materials for a Dictionary of the Medieval Translations from Greek into Arabic. Leiden. Brill 1992- (Handbuch der Orientalistik, Erste Abteilung: Der Nahe und der Mittlere Osten, Bd. 11)

Artikel
- Ibn Ṭufayl on Ibn Sīnā’s Eastern Philosophy. In: Oriens. Band 34, 1994, S. 222–241.
- The Study of Arabic Philosophy in the Twentieth Century. An Essay on the Historiography of Arabic Philosophy. In: British Journal of Middle Eastern Studies 29 (2002), S. 5–25.
- The Heritage of Avicenna: The Golden Age of Arabic Philosophy, 1000 – ca. 1350. In: J. Janssens, D. De Smet (Hgg.): Avicenna and His Heritage (Leuven 2002), S. 81–97.